# Cleo King
Harriet Cleo King (Saint Louis, 21 agosto 1962) è un'attrice e cantante statunitense, principalmente attiva nel campo televisivo.

## Filmografia parziale

### Cinema
- 6 gradi di separazione (Six Degrees of Separation), regia di Fred Schepisi (1993)
- Magnolia, regia di Paul Thomas Anderson (1999)
- Road Trip, regia di Todd Phillips (2000)
- Fatti, strafatti e strafighe (Dude,Where's My Car?), regia di Danny Leiner (2000)
- Dogville, regia di Lars von Trier (2003)
- National Security - Sei in buone mani (National Security), regia di Dennis Dugan (2003)
- The Life of David Gale, regia di Alan Parker (2003)
- Una notte da leoni (The Hangover), regia di Todd Phillips (2009)
- Appuntamento con l'amore (Valentine's Day), regia di Garry Marshall (2010)
- Transformers 4 - L'era dell'estinzione (Transformers 4: Age of Extinction), regia di Michael Bay (2014)
- The Bye Bye Man, regia di Stacy Title (2017)

### Televisione
- I Robinson (The Cosby Show) - serie TV, 1 episodio (1988)
- Mr. Cooper - serie TV, 1 episodio (1997)
- Becker - serie TV, episodio 1x18 (1999)
- E.R. - Medici in prima linea (ER) - serie TV, 1 episodio (2000)
- Un detective in corsia (Diagnosis: Murder) - serie TV, 1 episodio (2001)
- Una mamma per amica (Gilmore Girls) - serie TV, 1 episodio (2001)
- Boston Public - serie TV, 9 episodi (2001-2002)
- Streghe (Charmed) - serie TV, 1 episodio (2002)
- Friends - serie TV, 1 episodio (2002)
- NCIS - Unità anticrimine (NCIS) - serie TV, episodio 2x17 (2005)
- CSI - Scena del crimine (CSI: Crime Scene Investigation) - serie TV, 1 episodio (2005)
- Deadwood - serie TV, 9 episodi (2006)
- Ugly Betty - serie TV, 1 episodio (2006)
- La vita secondo Jim (According to Jim) - serie TV, 1 episodio (2007)
- Bones - serie TV, 1 episodio (2007)
- Lost - serie TV, 1 episodio (2007)
- Mike & Molly - serie TV, 57 episodi (2010-2016)
- New Girl - serie TV, 1 episodio (2014)
- Una serie di sfortunati eventi (A Series of Unfortunate Events) - serie TV, 6 episodi (2017-2018)
- Young Sheldon - serie TV, 1 episodio (2018)
- Shameless - serie TV, 1 episodio (2018)
- Mom - serie TV, 1 episodio (2018)
- Grey's Anatomy - serie TV, 3 episodi (2019)
- Deadwood - Il film (Deadwood: The Movie), regia di Daniel Minahan – film TV (2019)
- 9-1-1: Lone Star - serie TV, 1 episodio (2021)

## Doppiatrici italiane
Nelle versioni in italiano delle opere in cui ha recitato, Cleo King è stata doppiata da:
- Alessandra Cassioli in Magnolia, The Bye Bye Man
- Adele Pellegatta in Ally McBeal
- Renata Biserni in Streghe
- Paola Giannetti in Dogville
- Germana Dominici in Sons of Anarchy
- Rita Baldini in Una notte da leoni
- Mirta Pepe in Grey's Anatomy
- Francesca Guadagno in 9-1-1: Lone Star

Da doppiatrice è sostituita da
- Marlene De Giovanni in Hoops